# Кулундинский заказник
Кулундинский заказник — охраняемая природная территория, расположенная на Приобском плато, территория которого полностью размещается в пределах Кулундинского ленточного бора, в пределах Тюменцевского, Шелаболихинского, Ребрихинского районов Алтайского края. На обширные части равнин плато сильное влияние оказывает ветер в формировании рельефа. Пониженная северо-западная часть плато (бассейн р. Кулунды) представляет собой систему крупных останцов размыва на фоне плоской озерно-аллювиальной террасовой равнины. Повышенная северо-восточная часть приобского плато подвержена активному воздействию эрозии, сильно изменяющей её облик. Поэтому современный рельеф ленточного бора заказника довольно сложный. По территории заказника протекает река Кулунда (приток реки Обь). Её протяжённость в пределах заказника составляет 18 км.
Полевые и водные территории занимают не более 10 км², остальная часть — ленточные леса.

## Климатическая характеристика
Количество осадков до 400 мм. Безморозный период продолжается 120—125 дней. Снежный покров сохраняется 160—163 дня.

## Характеристика растительности
Растительный покров представлен различными вариантами сосновых и березово-сосновых лесов. На вершинах встречаются лишайниковые и мохово-лишайниковые сосновые леса. Травянистый покров представлен видами: кошачья лапка двудомная (Antennria dioica), гнездоцветка клобучковая (Neottianthe cucullata), вероника колосистая (Veronica spicata). На влажных участках встречается ладьян трёхнадрезанный (Corallorhiza trifida).
На территории заказника произрастает большое количество лекарственных растений.

## Характеристика животного мира
Основу заказника составляют виды, широко распространенные в ленточных борах края. Повсеместно на территории обитает обыкновенная белка, лось, сибирская косуля, барсук, заяц-беляк. Местами на территорию заказника проникает заяц-русак. На влажных местах обитают колонок, горностай и азиатский бурундук; близ воды держатся ондатра и американская норка. На реках встречается обыкновенный бобр.